# Geschichte des Islams in Deutschland
Die Geschichte des Islams in Deutschland beginnt im 18. Jahrhundert mit der dauerhaften Etablierung erster islamischer Gemeinden. Kontakte zwischen der islamischen Welt und dem Heiligen Römischen Reich Deutscher Nation begannen jedoch schon mit einem Besuch muslimischer Gesandter beim Frankenherrscher Karl in Aachen 788. Mit einzelnen islamischen Ländern, beginnend mit dem Osmanischen Reich, entwickelte Deutschland engere diplomatische Beziehungen, doch erst 1914 wurde die erste Moschee auf deutschem Boden errichtet. Eine deutliche Steigerung der muslimischen Bevölkerung ist seit den 1960er Jahren zu verzeichnen, infolge von Abkommen der Bundesrepublik Deutschland zur Anwerbung von Gastarbeitern aus muslimischen Staaten wie der Türkei, Jugoslawien, Tunesien und Marokko. Heute leben schätzungsweise zwischen 5,3 und 5,6 Millionen Muslime in Deutschland, das entspricht zwischen 6,4 und 7,4 % der Gesamtbevölkerung von 83,1 Mio. (siehe unter Religionen in Deutschland#Islam).

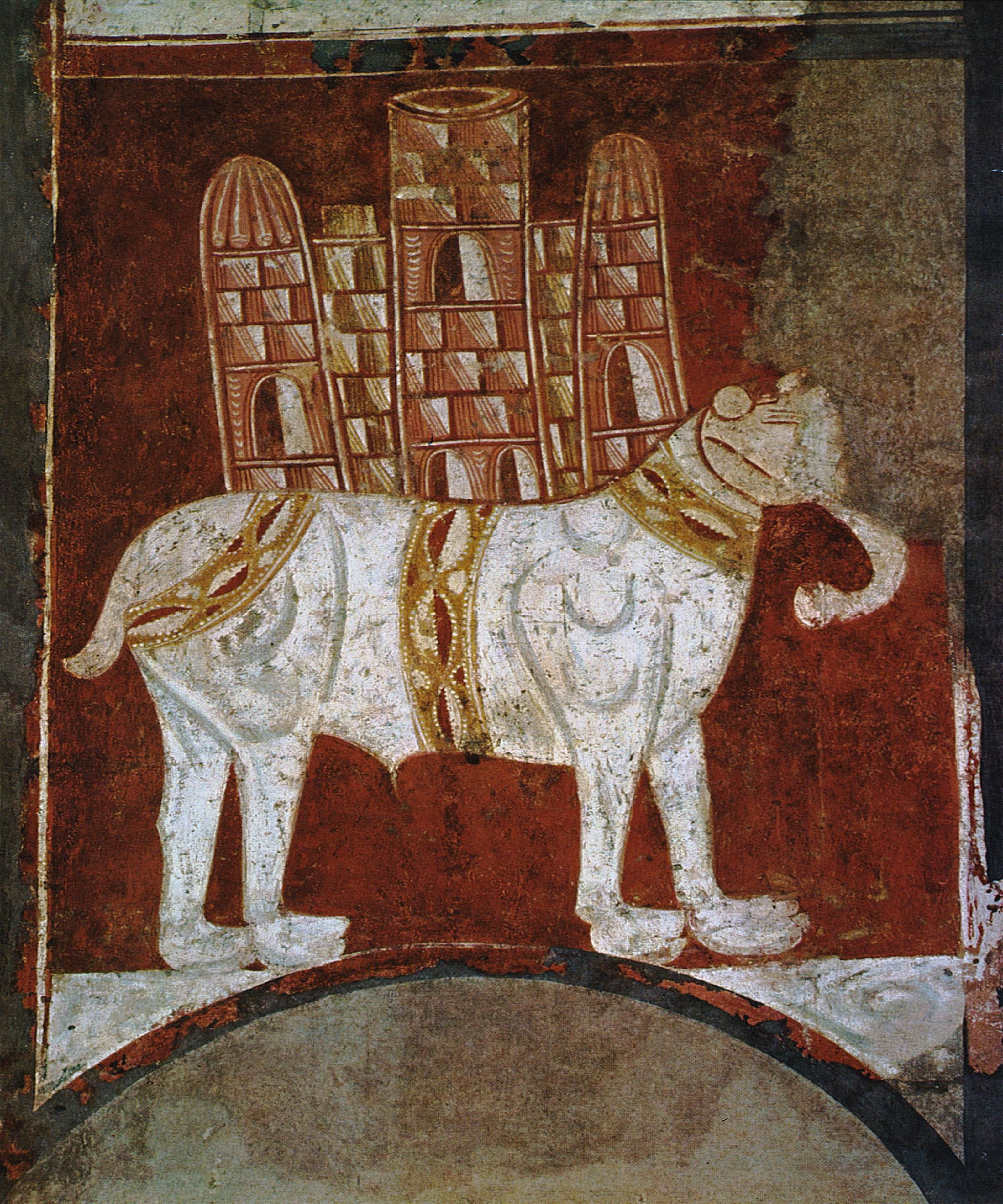
Kalif Harun schenkte Kaiser Karl 801 einen weißen Elefanten namens Abul Abbas

## Mittelalter, Renaissance und Frühe Neuzeit
Nach den ersten Kontakten zwischen Kalif Hārūn ar-Raschīd und Karl dem Großen in der 2. Hälfte des 8. Jahrhunderts (Islam in Frankreich) und einer kurzzeitigen arabischen Herrschaft über einige südwestliche Teile der damals zum Reich gehörenden Schweiz bzw. des Herzogtums Burgund in der 2. Hälfte des 10. Jahrhunderts (Islam in der Schweiz), stand in der 1. Hälfte des 13. Jahrhunderts Kaiser Friedrich II. kulturell unter islamischen Einfluss (siehe Islam in Italien). In der Schlacht bei Tannenberg (1410) wurde der Deutsche Orden nicht nur von Polen und Litauern, sondern auch von polnischen Lipka-Tataren geschlagen. In der 2. Hälfte des 15. Jahrhunderts schließlich begannen die Einfälle türkischer Muslime in Österreich. In der Mitte des 17. Jahrhunderts forderte der Tatarensturm in Ostpreußen zahlreiche Opfer.

Nach der Abwehr der ersten Belagerung im Jahre 1529 erlebte die Stadt Wien 1683 die zweite Belagerung durch die Osmanen. Die mit „Türkennot“ bezeichnete Angst vor der Türkengefahr prägte das Lebensgefühl ganz Europas. Die Reichsstände beteiligten sich im Rahmen der Reichstürkenhilfe, an der Verteidigung der Residenzstadt des Heiligen Römischen Reiches. Muslimische Kriegsgefangene mögen sich an den verschiedenen Höfen zu einigen hunderten befunden haben. Die Mehrheit wurde getauft oder kehrte in ihre Heimat zurück. Die Hinterlassenschaft dieser Beutetürken in Deutschland bestand im besten Fall in einer Grabstätte. Die ältesten bekannten und erhaltenen Grabstätten sind die des sechsjährigen Mustaf in Brake von 1689 sowie von Hammet und Hasan auf dem Neustädter Friedhof in Hannover von 1691. 

## 18. und 19. Jahrhundert

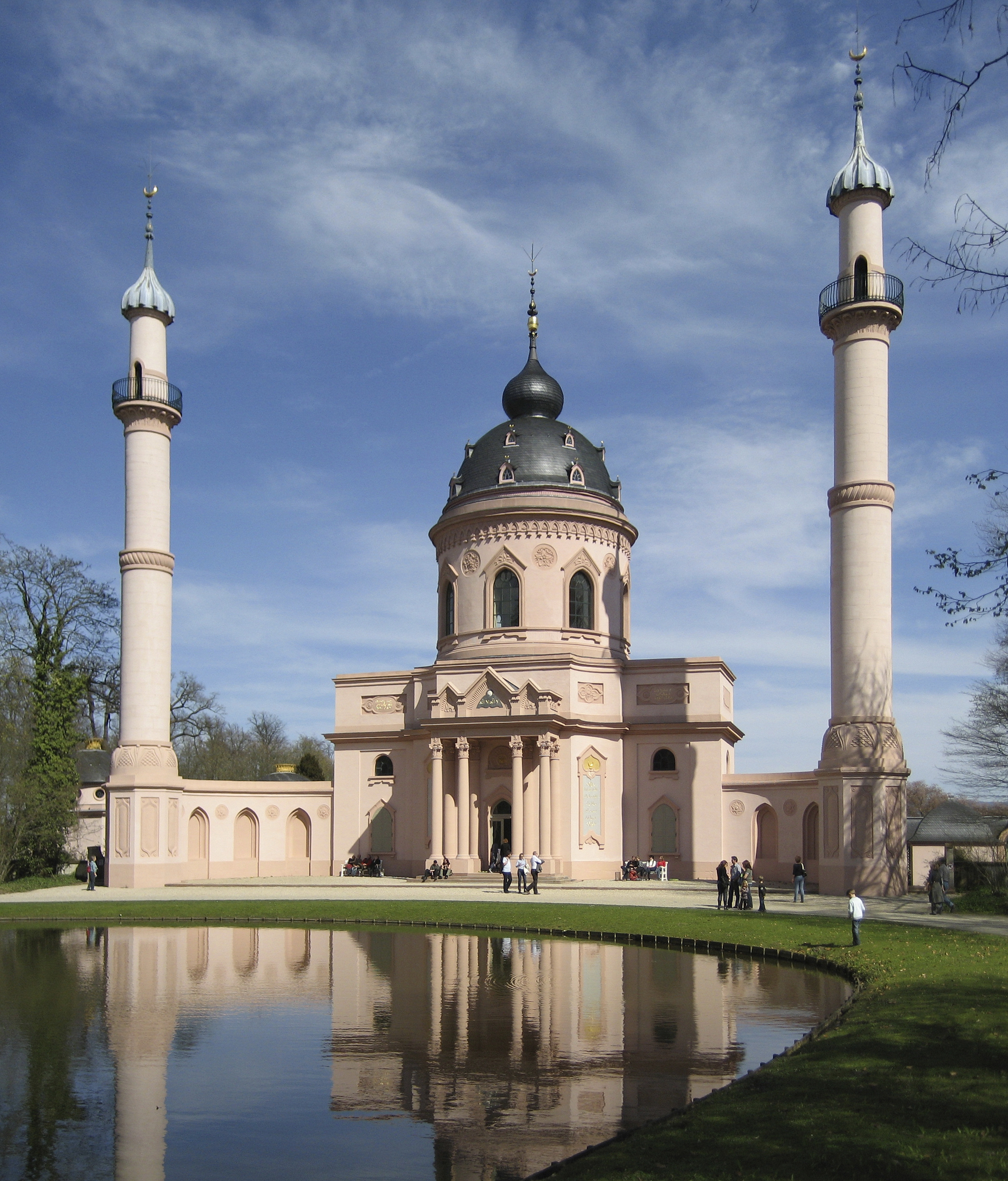
Moschee von 1799 als Staffage im Schwetzinger Schlosspark

1701 kam der erste offizielle osmanische Diplomat, Mektupçu Azmi Said Efendi, in das damalige Heilige Römische Reich. Anlass für diesen Besuch war die Krönung Friedrichs I. am 18. Januar 1701 im Königsberger Schloss zum König in Preußen. Dessen Sohn, König Friedrich Wilhelm I., erhielt vom Herzog von Kurland zwanzig großgewachsene türkische Kriegsgefangene als Geschenk für sein Garderegiment der Langen Kerls. Nach Muhammad Salim Abdullah ließ Friedrich Wilhelm I. mit dem Dekret zu Potsdam 1731 bzw. 1732 für diese Muslime im Militärwaisenhaus am Langen Stall in Potsdam einen Saal als „erste Moschee“ errichten, zudem sei spätestens im Jahr 1739 die erste islamische Gemeindegründung auf deutschem Boden erfolgt. Der katholische Theologe Thomas Lemmen widerspricht dieser These: aus einer zeitgenössischen Quelle gehe hervor, die besagten Muslime hätten sich nur vorübergehend dort aufgehalten. In den Collectaneen (Sammlungen) des Samuel Gerlach (1711–1786), die 1883 in den Mittheilungen des Vereins für die Geschichte Potsdams abgedruckt wurden, heißt es:

„Den 22 großen Türken, welche dem in der Folge unglücklichen Herzog von Curland, in dem Kriege, welchen Russland mit den Türken führte, in die Hände gerathen waren und die dieser Herzog A. 1739 unserm Könige zum Präsent machte, ward, ihren Mohammedanischen Gottesdienst abzuwarten im Königlichen Waysenhause auch ein eigenes Zimmer angewiesen, und wer weiß, was der König mehr getan hätte, wenn er sie hätte behalten wollen, sie wurden aber aus Königlicher Großmut allesamt wieder auf freiem Fuß gestellt und mit Geschenken wieder in ihr Vaterland zurück geschickt.“

Der Nachfolger Friedrich Wilhelms I., Friedrich der Große, bekannte sich in seiner Antwort auf eine Anfrage der Stadt Frankfurt am Main aus dem Jahre 1740, ob ein Katholik das Bürgerrecht in einer evangelischen Stadt erwerben dürfe, umfassend zur Religionsfreiheit:

„Alle Religionen seindt gleich und guht, wan nuhr die Leute, so sie profesieren (= ausüben), erliche Leute seindt, und wen Türken und Heiden kähmen und wolten das Land pöbplieren (= bevölkern), so wollen wier sie Mosqueen und Kirchen bauen.“

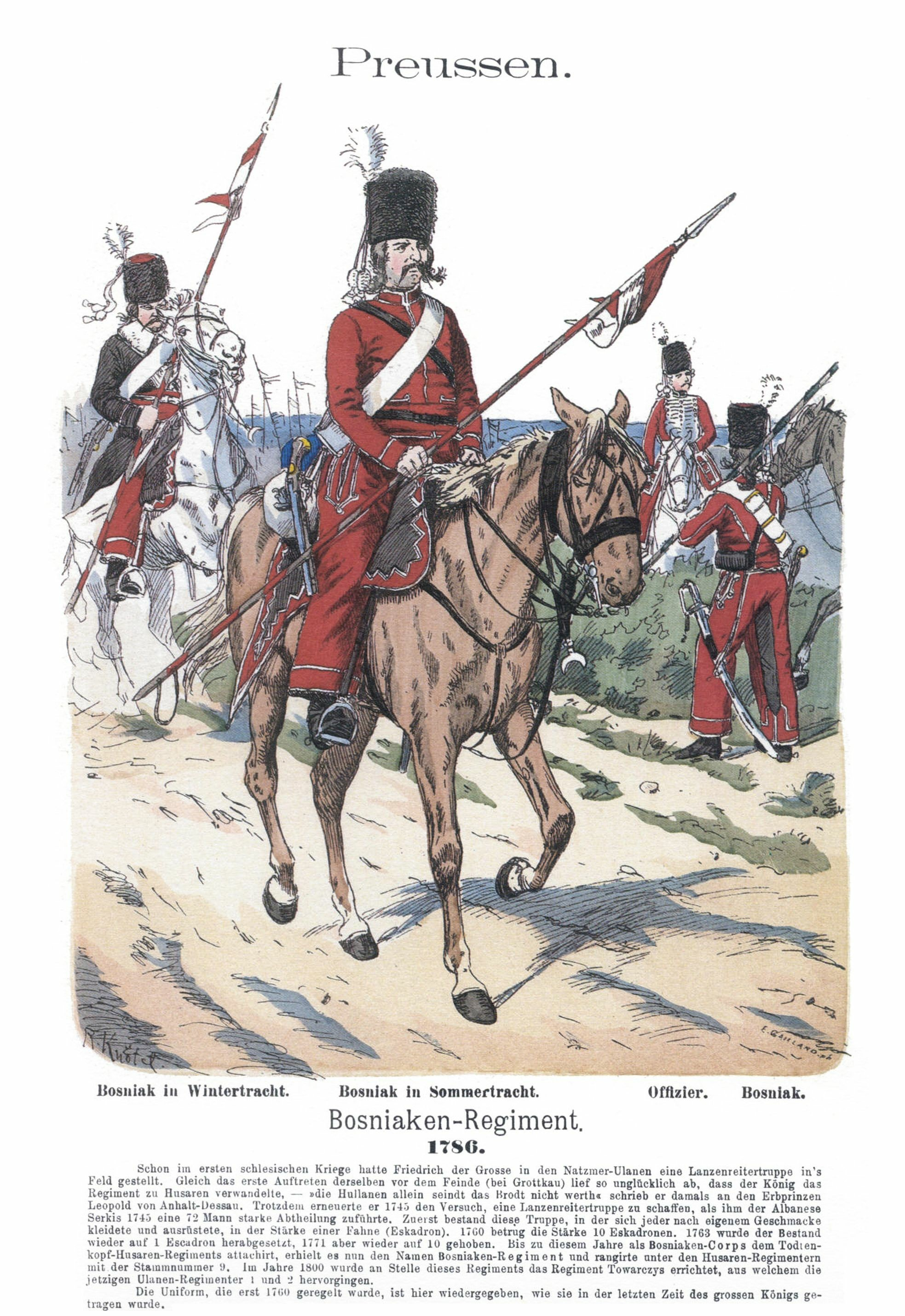
Preußisches Bosniaken-Regiment 1786

In der zaristischen Armee Russlands ging 1760 das Gerücht um, der türkische Sultankalif plane aus Freundschaft zu Preußen den „Heiligen Krieg“ gegen Russland auszurufen. Tatsächlich schlossen der von Feinden umringte preußische König und ein Gesandter des Sultans im Lager von Bunzelwitz 1761 ein militärisches Bündnisabkommen. Dies führte dazu, dass die zahlreich in der russischen Armee dienenden muslimischen Soldaten zu den Preußen überliefen. Aus ihnen wurde im Jahr 1762 ein selbstständiges „Bosniakenkorps“ mit ca. 1000 Mann gebildet. Dies führte dann 1775 zur Ansiedelung von "Tataren" in Westpreußen. Die Verbindungen intensivierten sich weiter, beruhten aber lange nicht auf Gegenseitigkeit. Erst gegen Ende des 19. Jahrhunderts war ein Aufschwung der deutschen militärischen und diplomatischen Tätigkeiten in der Türkei zu verzeichnen. Seit 1763 gab es in Berlin eine ständige osmanische Gesandtschaft, doch erst 1877 wurde die Deutsche Botschaft Konstantinopel eröffnet, und auch die Deutsche Militärmission im Osmanischen Reich entwickelte ihre beraterische Tätigkeit im Dienste der Osmanischen Armee hauptsächlich in der Bismarck-Ära.
Die Architektur im Deutschland des 18. Jahrhunderts machte einige Anleihen in der orientalischen Bauweise. Im sogenannten „Türkischen Garten“ des pfälzischen Kurfürsten Carl-Theodor entstand im Schlosspark von Schwetzingen als Mittelpunkt ein „Moschee“ genanntes Gebäude, welches aber nicht als Gebetsstätte, sondern als Ausdruck der Aufklärung sowie des Orientalismus konzipiert war und (nach Lange/1994) wie andere orientalisierende Bauwerke auch nicht so genutzt wurde. Laut Muhammad Salim Abdullah wurde sie hingegen ab 1870/71 von kriegsgefangenen Zuaven und Turkos als Gebetsstätte verwendet.
Am 29. Oktober 1798 verstarb der dritte osmanische Gesandte, Ali Aziz Efendi. Der preußische König stellte zu seiner Bestattung ein Gelände zur Verfügung. Es folgte noch ein Tausch des Geländes. Dieses neue Gelände bildete den Grundstein des bis heute benutzten türkischen Friedhofs am Columbiadamm.
Preußisch-deutsche Muslime kämpften in den Feldzügen Friedrich des Großen und in der Schlacht bei Preußisch Eylau am 7. und 8. Februar 1807 gegen Napoleons Armee.

## 1. Weltkrieg, Zwischenkriegszeit, Zeit des Nationalsozialismus

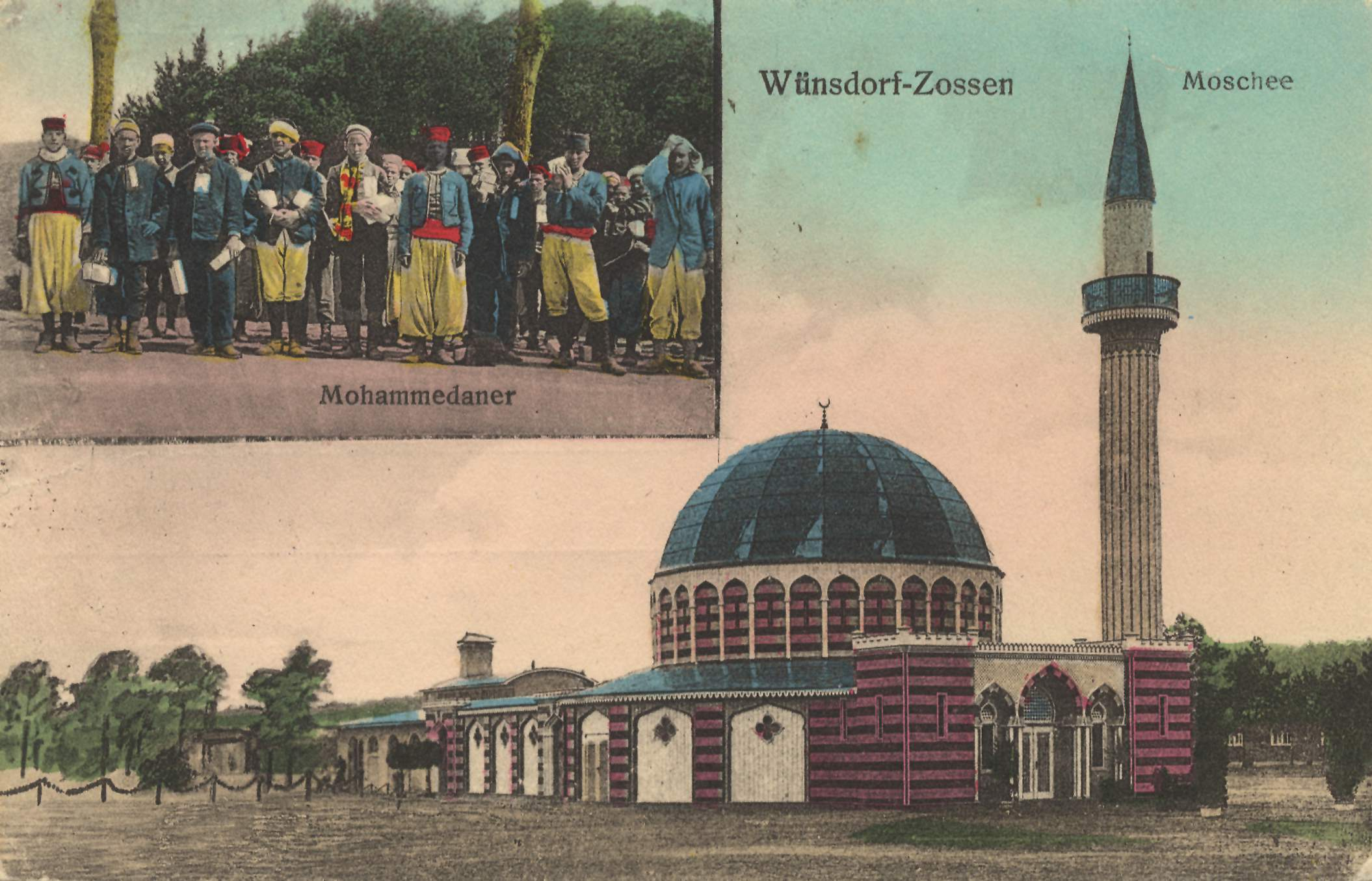
Postkarte von der Holzmoschee des Halbmondlagers

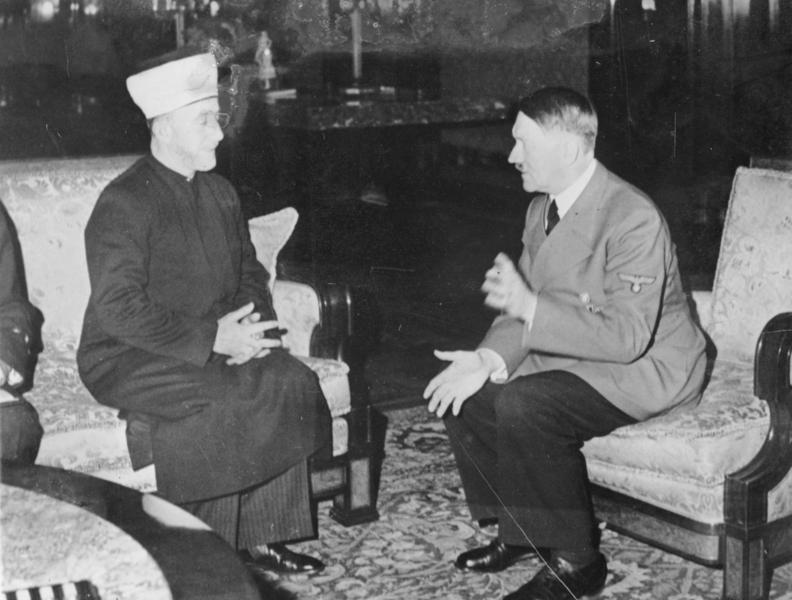
Adolf Hitler mit dem Großmufti von Jerusalem Amin al-Husseini (28. November 1941)

Der Stifter des Internationalen Sufi-Ordens, Hazrat Inayat Khan, machte 1910 auf einer Reise in die USA auch in Deutschland Station.
Auf Betreiben der Nachrichtenstelle für den Orient wurde seit Beginn des Ersten Weltkrieges das Halbmondlager in Wünsdorf bei Zossen in der Nähe von Berlin errichtet, in dem bis zu 30.000 meist muslimische Kriegsgefangene interniert waren. Mit geringem Erfolg wurde versucht, die Gefangenen zum Überlaufen auf die deutsche Seite zu bewegen. Dies geschah vor allem dadurch, dass den Gefangenen die Befolgung des Fastenmonats Ramadan ermöglicht wurde und 1914/1915 im Halbmondlager die erste funktionierende Moschee auf deutschem Boden gebaut wurde. Nach dem Ersten Weltkrieg blieb eine Reihe muslimischer Exilanten und Flüchtlinge vornehmlich in Berlin. Wegen Einsturzgefahr wurde die aus Holz gebaute Moschee 1924 geschlossen und 1925/26 abgerissen. Allein die „Moscheestraße“ und einige Soldatengräber erinnern noch an sie.
Nach dem Ersten Weltkrieg etablierte sich erstmals eine größere zivile und nicht nur aus Diplomaten bestehende muslimische Bevölkerungsgruppe. Ihre Stärke wird für Berlin auf bis zu 3000 Deutsche und Ausländer geschätzt. Bei den Moslems in Berlin handelte es sich, obwohl mehrheitlich Akademiker und Geschäftsleute, um eine sehr heterogene Gruppe, vor allem aber waren die verfeindeten Glaubensrichtungen der Ahmadiyya und der Sunniten vertreten. In der Folgezeit wurden einige Vereine gegründet, die das muslimische Leben in Deutschland befördern sollten. Im Jahr 1918 wurde der „Verein zur Unterstützung russisch-mohammedanischer Studenten e. V.“ und der „Hilfsverein in Deutschland lebender Mohammedaner e. V.“ gegründet, versanken in den nächsten Jahren aber in der Bedeutungslosigkeit.

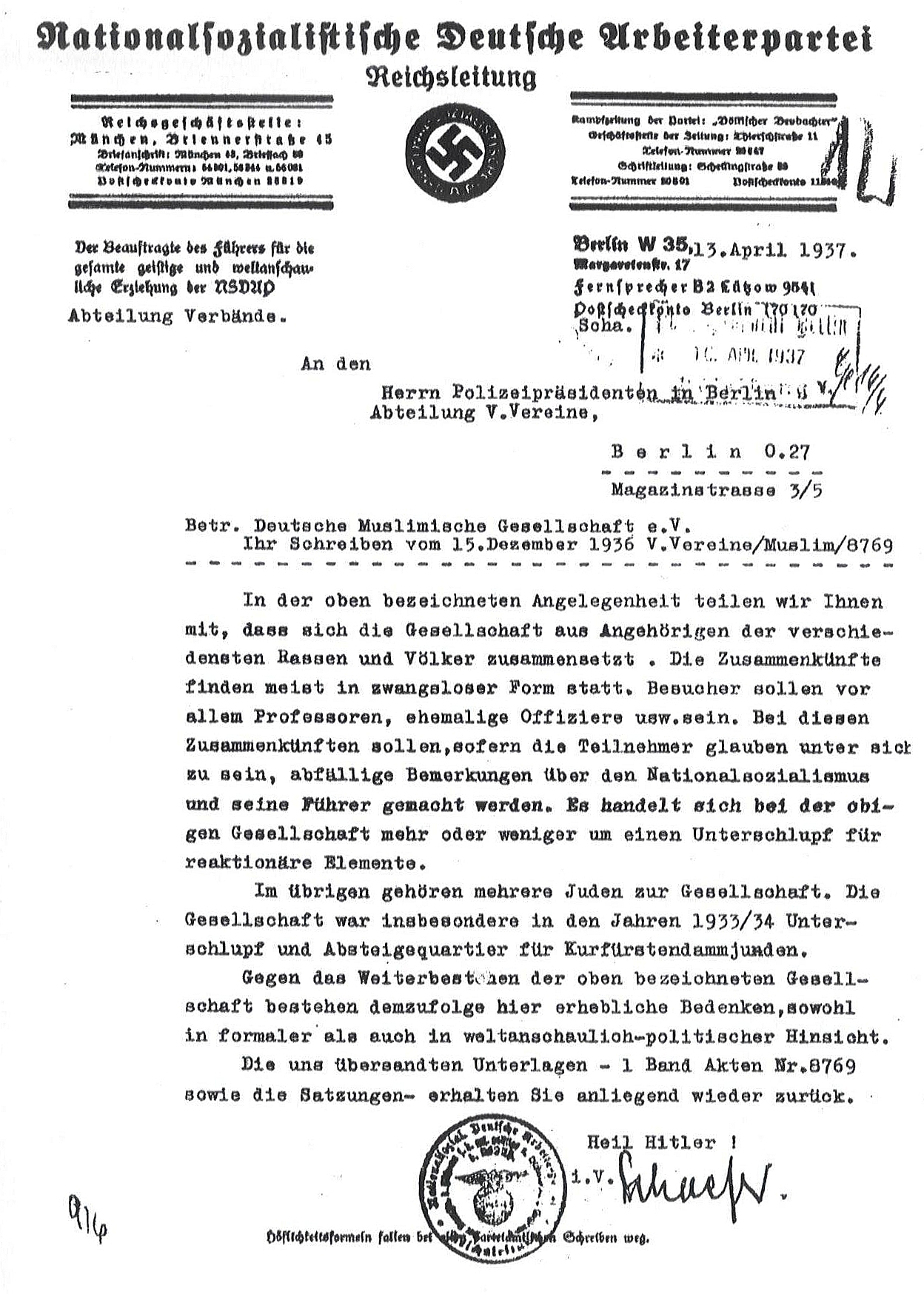
Berliner Moschee im Nazi-Reich

1922 erreichte der erste Missionar der Ahmadiyya-Gemeinde Maulana Sadr ud-Din Deutschland um in Berlin eine Mission nach dem Vorbild der Woking Muslim Mission zu gründen und der deutschen Bevölkerung den Islam näher zu bringen. Im gleichen Jahr gründete er mit den in Berlin lebenden Muslimen Anhänger der Lahore-Ahmadiyya-Bewegung die „Islamischen Gemeinde Berlin e. V.“. Damit wurde die Ahmadiyya die in der deutschen Öffentlichkeit am stärksten wahrgenommene muslimische Strömung im Land. 
Ebenfalls 1922 gründeten auch die Sunniten eine Vertretung, die Islamische Gemeinde zu Berlin. Deren wichtigsten Akteure waren die aus Britisch-Indien stammenden Brüder Abdul Jabbar und Abdul Sattar Kheiri. Sie hatten während des Ersten Weltkriegs das Fach der Islamstudien an der Friedrich-Wilhelms-Universität begründet und die Reichsregierung bei dem Versuch unterstützt, die indischen Moslems zu einer Gegenwehr gegen die britische Kolonialherrschaft zu bewegen. Die Islamische Gemeinde zu Berlin gab die Zeitschrift Islam heraus, die bereits 1923 ihr Erscheinen wieder einstellte, während ihresm kurzen Bestehens aber vor allem die Auseinandersetzung mit der Ahmadiyya-Gemeinde führte.

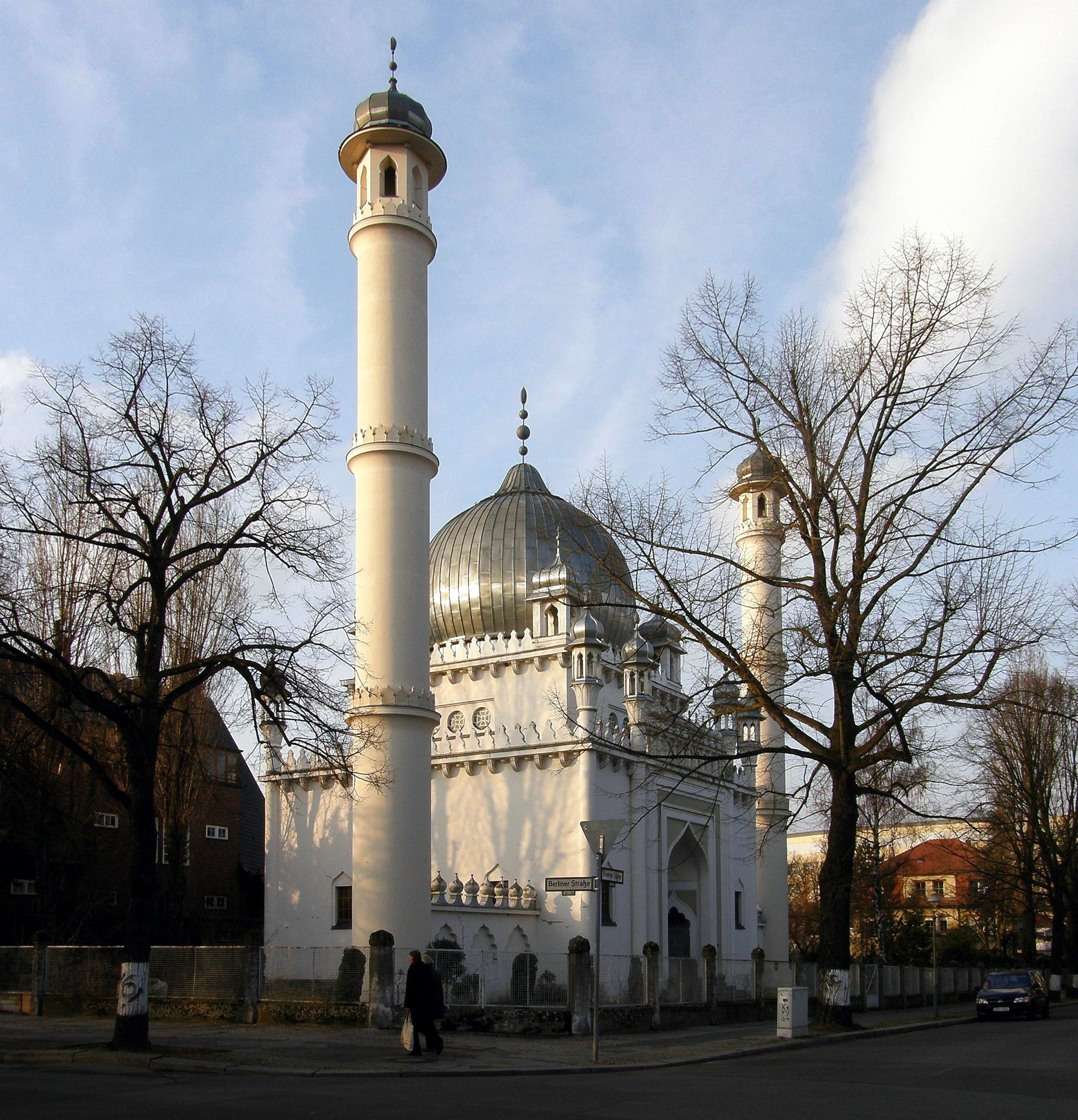
Die älteste erhaltene Moschee. Die Wilmersdorfer Moschee der Ahmadiyya

Um 1924 wurde die älteste heute noch erhaltene Moschee Deutschlands in Berlin von den Spenden der Ahmadiyya erbaut: Die Wilmersdorfer Moschee, die damals „Berliner Moschee“ hieß. Der Imam der Moschee Maulana Sadr ud-Din brachte 1939 auch die erste deutsche Koranübersetzung aus muslimischer Hand heraus. Weiterhin wurde im Zeitraum von 1924 bis 1940 die erste muslimische Zeitschrift Moslemische Revue herausgegeben. Redakteur sowohl der Übersetzung als auch der Zeitschrift war der jüdische Konvertit Hugo Marcus. In der Ahmadiyya-Gemeinde spielten deutsche Konvertiten schnell eine deutlich größere Rolle als in anderen muslimischen Gemeinschaften in Berlin. 1925 war von rund 25, im Jahr 1930 von rund 100 Konvertiten die Rede.
1924 erfolgte die Gründung der „Gesellschaft für islamische Gottesverehrung e. V.“ 1927 gründete sich das als „fromme Stiftung“ nach islamischem Recht konzipierte Islam-Institut zu Berlin. Auf die Tradition des Instituts beriefen sich zwei später formierte Vereine, das „Islam Institut zu Berlin e. V.“ und das „Islamische Zentral-Institut zu Berlin“, worin sich eine Uneinigkeit innerhalb der muslimischen Gemeinschaft jener Tage widerspiegelt.
Am 30. Mai 1930 erfolgte, von Muhammad Nafi Tschelebi, einem syrischen Studenten an der technischen Universität Charlottenburg angeregt, die Gründung der Deutschen Moslemgemeinde, die später als Deutsch-Muslimische Gesellschaft e. V. firmiert. Dabei handelte es sich im Grunde um eine Umbenennung der bestehenden Gemeinde in der Brienner Straße, die heute noch unter dem Namen „Islamische Gemeinde Berlin“ besteht. Dadurch sollte zum einen Offenheit für Konvertiten, zum anderen die Loyalität zu Deutschland bekundet werden. Tschelebi kam 1933 unter ungeklärten Umständen zum Tod. Seine Leiche wurde im Sommer 1933 am Ufer eines Sees im Grunewald gefunden. Seinerzeit lebten in Deutschland etwa tausend Muslime, darunter 300 deutsche Konvertiten.
Am 31. Oktober 1932 gründete sich der Verein Islamischer Weltkongress/Zweigstelle Berlin, der am 31. Mai 1933 in das Vereinsregister beim Amtsgericht Berlin-Lichterfelde eingetragen wurde. Dieser Verein schuf mit einem „Islam-Kolloquium“ die erste moslemische Bildungseinrichtung auf deutschem Boden, welches heute zum Zentralinstitut Islam-Archiv Deutschland gehört. Der 1986 gegründete Islamrat sieht sich als Rechtsnachfolger des Vereins Islamischer Weltkongress/Zweigstelle Berlin. Zu den Gründungsmitgliedern des Islamrates gehören der VIKZ, die sufische Gemeinschaft „Les amis de l’Islam e. V.“, die „Islamische Gemeinschaft Jama' at-un Nur e. V.“, und der Islamische Weltkongress / Deutsche Sektion e. V., der sich 1997 mit dem „Islamischen Weltkongress Deutschland“ (altpreußischer Tradition) e. V. zusammenschloss.
1939 wurde das Islam Institut (Ma’ahad-ul-Islam) zu Berlin e. V. gegründet. Am 21. September 1941 gründete der ägyptische Journalist Kamal Eldin Galal im Restaurant „Berliner Kindl“ am Kurfürstendamm das „Islamische Zentral-Institut zu Berlin e. V.“, das spätere Zentralinstitut Islam-Archiv-Deutschland e. V., das seit 1981 seinen Sitz in Soest hat. Galal arbeitete unter dem Decknamen Baschir Sufian wie die meisten Mitarbeiter des neugegründeten Instituts auch als Journalist für das Auswärtige Amt. 1942 erhielt das Archiv den Rechtsstatus eines eingetragenen Vereins.
Während der Weimarer Republik sprach sich die den deutschen Islam dominierende Berliner Ahmadiyya-Gemeinde mehrfach gegen Antisemitismus und Rassismus aus. Von 1933 an erschienen in seiner Moslemische Revue aber zunehmend antisemitisch pointierte Artikel. Mehrere Funktionsposten in verschiedenen muslimischen Organisationen wurden durch ausgewiesene Anhänger des Nationalsozialismus besetzt. Andere Glaubensströmungen führten gegenüber der Ahmadiyya-Gemeinde den Vorwurf des Kontakts mit Juden ins Feld. Hugo Marcus kandidierte 1935 auf politischen Druck hin nicht mehr als Vorsitzender der Deutschen Muslimischen Gesellschaft. Sadr ud-Din verließ Ende 1937 Berlin. Sein Nachfolger als Imam der Ahmadiyya-Gemeinde wurde Scheich Muhammad Abdullah, der sich eng an die Führung des "Dritten Reiches" anlehnte.
Im Vergleich zu Juden waren Muslime im NS-Staat keiner religiös begründeten Verfolgung ausgesetzt. Es gab jedoch in allen Konzentrationslagern auch arabische und muslimische Häftlinge; ihre genaue Anzahl ist aufgrund weniger historischer Untersuchungen zu dem Thema allerdings nicht bekannt. Außenpolitisch suchten die Nazis hingegen aufgrund der gemeinsamen Gegnerschaft zum englischen Kolonialreich Bündnisse mit einigen fundamentalistischen Muslimen. Im Juni 1941 schlugen die Engländer einen Putsch im Irak unter Führung von Ministerpräsident Raschid Ali al-Gailani nieder. Einer der Anwesenden, Mohammed Amin al-Husseini, floh nach Berlin, wo er am 6. November 1941 eintraf. Al-Husseini propagierte in Übereinstimmung mit dem Gastgeber Antisemitismus: die Juden seien die „erbittertsten Feinde“ der Muslime, seit jeher ein „zersetzendes Element“ und „das Weltjudentum“ hätte den Zweiten Weltkrieg entfesselt. Al-Husseini reiste mehrfach nach Bosnien, wo er im Auftrag der SS muslimische Regimenter rekrutierte, u. a. die bosniakische Waffen-Gebirgs-Division-SS Handschar. 1943 meuterten über 800 der bosnischen SS-Leute und wurden daraufhin festgenommen. SS-Führer Heinrich Himmler schwärmte von einer „weltanschaulichen Verbundenheit“ zwischen Nationalsozialismus und Islam. Im Mai 1945 floh al-Husseini illegal in die Schweiz, wurde dort aufgegriffen und sofort in das befreite Frankreich abgeschoben. Er gelangte von da mit offizieller Hilfe nach Kairo und dann in den Libanon. Die Einzelperson al-Husseini wird heute von Rechtsextremisten teils dazu genutzt, um zu propagieren, dass Islam und NS sich nahestanden und heutige, in der Regel muslimfeindliche, Rechtsextreme deswegen nichts mit der Naziideologie zu tun hätten. Insgesamt ist die Geschichte von Muslimen während der NS-Zeit wenig erforscht, nach den bisherigen Erkenntnissen gab es unter den Muslimen zu dieser Zeit sowohl Opfer als auch Kollaborateure.

## Geschichte seit 1945

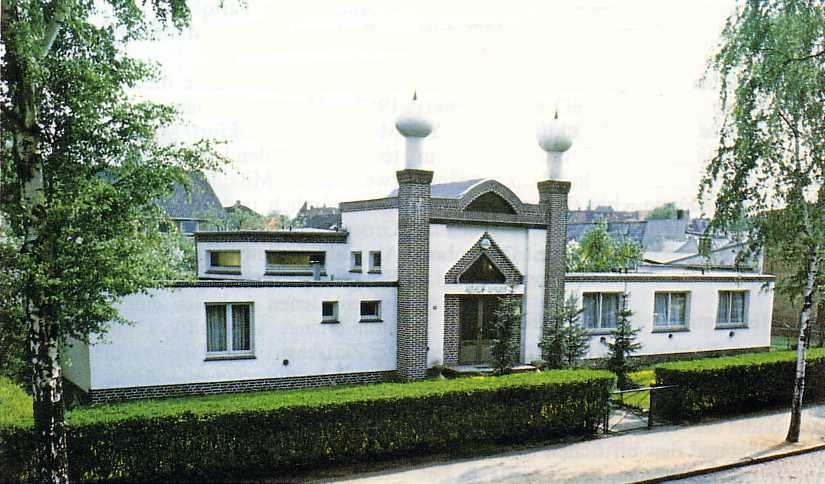
Die erste Nachkriegsmoschee in Hamburg (Ahmadiyya Bewegung)

Nach Kriegsende konnte die Ahmadiyya Muslim Jamaat wieder gefahrlos die abgezogenen Missionare nach Deutschland senden. Die ersten Ahmadiyya-Missionare kamen mit den britischen Besatzern nach Deutschland und über die Schweiz.
1946 bis 1961 gründete Sheikh Nasir Ahmad ein Ahmadiya-Missionar aus der Schweiz die ersten Missionsstellen in Deutschland.
Im August 1955 registrierten sich die Ahmadiyya-Mitglieder in Hamburg als e. V. erneut.
1954 wurde eine überarbeitete deutsche Koranübersetzung herausgebracht, die die Übersetzung des Berliner Imams Sadr ud-Din komplett verdrängte. Die erste deutsche Koranausgabe der Ahmadiyya Muslim Jamaat wurde bei ihrer Veröffentlichung 1954 von der Al-Azhar Universität in Kairo gelobt und als herausragende deutsche Übersetzung bezeichnet.
1956 wurde die erste Nachkriegsmoschee von der Ahmadiyya Muslim Jamaat in Hamburg erbaut (Fazle-Omar-Moschee).
1957 wurde die älteste Moschee Hessens in Frankfurt von der Ahmadiyya erbaut.
Der Grundstein der beiden ersten Nachkriegsmoscheen wurde von dem ehemaligen Präsidenten der Generalversammlung der UNO- und Präsidenten des Internationalen Gerichtshofs Sir Muhammad Zafrullah Khan gelegt.
In den Jahren bis zur Einwanderung von Gastarbeitern aus muslimischen Ländern wurde der Islam bis in die 1970er Jahre von der Ahmadiyya-Gemeinde vertreten und repräsentiert, da sie als einziger Verband ununterbrochen seit den 1920er Jahren in Deutschland aktiv ist.
Ab 1950 kamen vereinzelt erste Islamisten nach Deutschland, dies waren Anhänger der Muslimbrüder, die als arabische Studenten in Deutschland weilten und erste institutionelle Strukturen aufbauten. Waren Islamisten in den 50er und 60er Jahren des 20. Jahrhunderts in Deutschland noch eine gesellschaftliche Randerscheinung bzw. kaum wahrnehmbar gewesen, änderte sich dies mit den Migrationsbewegungen in den Siebzigerjahren. Vor allem durch die Ankunft von muslimischen Gastarbeitern, von denen manche islamistische Strukturen aus ihrem Heimatland mitbrachten. Viele kamen aus der Türkei und gehörten der Bewegung von Millî Görüş an. Auch wurde das 1973 errichtete Islamische Zentrum in München zu einer wichtigen Keimzelle für Muslimbrüder. Durch die Ankunft von muslimischen Syrern (die wegen der Niederschlagung des Aufstands der Muslimbrüder in Syrien in den 70er- und Anfang der 80er Jahre flohen) sowie durch die Ankunft von palästinensischen Muslimbrüdern, die zur Hamas gehörten und infolge der Kriege in Nahost flohen, vergrößerte sich die Anzahl der Islamisten in Deutschland ebenfalls.
Mit der zunehmenden Organisation der Gastarbeiter und Zuwanderer aus anderen islamischen Ländern in den 1970er und 1980er Jahren kam es zur Bildung mehrerer eigenständiger Vereine und islamischer Gruppierungen. Diese bildeten neue islamische Dachverbände. Der zunehmende Organisationsgrad neuer Verbände und Vereine und deren Ablehnung gegen den Ahmadiyya Islam führten zur Verdrängung der Ahmadiyya Muslim Jamaat aus Politik und Medien. Im Bundesgebiet ließen lokale Mitglieder einzelner Vereine Moscheen mit Minaretten und Kuppeln bauen. Mehrere Hinterhofmoscheen entstanden. 1978 wurde in Frankfurt/Main die Christlich-islamische Begegnungs- und Dokumentationsstelle (CIBEDO) gegründet, die den interreligiösen Dialog und das Zusammenleben von Christen und Muslimen fördert.
Der Islam ist in der Moderne in verschiedene Gruppierungen und selbstständige Lokalvereine zersplittert.
Die Ditib Türkisch-Islamische Union der Anstalt für Religion wurde 1984 als eingetragener Verein angemeldet und beansprucht, den größten Teil der türkischen Muslime zu vertreten. Sie wird vom türkischen Staat finanziert und gesteuert. Tatsächlich ist jedoch nur eine Minderheit der türkischen Muslime in Vereinen organisiert. Schätzungen belaufen sich auf 15 bis 20 Prozent der türkischen Muslime.
Nach den Terroranschlägen am 11. September 2001 rückten radikale islamische Ansichten ins Medieninteresse. Fortan wurde der Islam von der nichtmuslimischen Bevölkerung verstärkt als Gefahr betrachtet. Demonstrationen gegen Moscheeneubauten finden vermehrt statt. Insbesondere die erste Moschee in Ostdeutschland (Berlin-Heinersdorf) führt zu Protesten.
Einige wahhabitische salafistische Vereine entstanden; diese werden vom Verfassungsschutz beobachtet und die ersten Vereine ab 1993 vom Bundesinnenministerium verboten.
Als erster Bundespräsident Deutschlands sagte Christian Wulff bei einer Grundsatzrede am 3. Oktober 2010 zum 20. Jahrestag der Deutschen Einheit fest, dass der Islam zu Deutschland gehöre: Wortlaut „Der Islam gehört zu Deutschland“.
2015 bekräftigt Bundeskanzlerin Angela Merkel diese Aussage mit den Worten: „Islam gehört unzweifelhaft zu Deutschland“.
2013 wurde die Ahmadiyya Muslim Jamaat als Körperschaft des öffentlichen Rechts anerkannt und den christlichen Kirchen rechtlich und politisch gleichgestellt.
2013 wurde der erste islamische Religionsunterricht an hessischen Schulen eingeführt.

In der Flüchtlingskrise in Deutschland 2015/2016 kamen weitere Hunderttausende von Muslimen vorwiegend aus arabischsprachigen Gebieten des Nahen Ostens und Nordafrikas nach Deutschland. 
In jenen Jahren, in der zugleich die Terrororganisation Islamischer Staat eine Hochzeit erlebte, wurden vermehrt Islamistische Terroranschläge im deutschsprachigen Raum verübt.